# Донбас Палас
Готель «Донбас Палас» — п'ятизірковий готель в Донецьку, Україна. За версією World Travel Awards Association, найкращий готель України у 2005, 2006 і 2007 роках. Входить до асоціації The Leading Hotels of the World з 2005 року. На місці сучасного готелю «Донбас Палас» існувала ідентична за архітектурним проєктом будівля готелю «Донбас», підірвана 2001 року за рішенням власників.

## Будівля
Будівля готелю «Донбас» зведена 1938 року за проєктом Речанікова і Шувалової. Під час будівництва проєкт переробив Порхунов. Будівництвом готелю керував Пантелій Тамуров. Зрештою готель став зразком пишної радянської архітектури кінця 1930-х років. Будівля готелю входить в архітектурний ансамбль Площі Леніна.

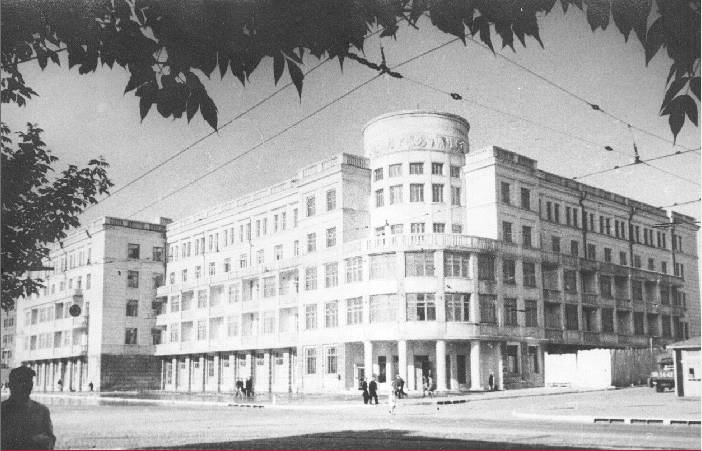
Готель «Донбас» після закінчення будівництва, фото 1938

Нижній поверх готелю виконаний у вигляді потужного цоколя і облицьований темно-коричневим полірованим гранітом. Три верхні поверхи оброблені еркерами, з лоджіями між ними. П'ятий поверх зведений у вигляді легкої галереї з білими напівколонами в простінках. Кутова вежа кругла, увінчана  пілястрами і скульптурним поясом з мармуру. Будівлю вінчала башта з позолоченим шпилем.
Кут будівлі виконаний у вигляді циліндричного барабана, що композиційно «пронизував» три нижні поверхи, «розсував» два верхніх поверхи і височів над будівлею. На кутовій триповерховій частині будівлі розташовувались шість статуй найкращих представників Донбасу, представників основних професій регіону. Об'ємно-просторова композиція будівлі заснована на тектоніці подолання, що символізує соціально-економічну суть регіону та філософію його провідної вугільної галузі.
Під час окупації Донецька в будівлі готелю розміщувався штаб гестапо німецьких окупаційних частин. Будівлю у воєнний час частково зруйнували. З 1947 по 1949 роки будівлю готелю реконструювали. Під час реконструкції не була відновлена купольна частина через брак коштів. 1971 року Донбаський інститут цивільного будівництва здійснив реставраційні роботи.
2000 року власники готелю ухвалили рішення знести існуючу стару будівлю і побудувати на її місці новий будинок, який відповідав початковому проєкту і включав у себе купол. 26 лютого 2001 року стару будівлю готелю було підірвано.
Нова будівля складається з п'яти поверхів, двох додаткових поверхів в частині купола та службового підвального приміщення. Розміри: 52 метри в довжину, 44 метри в ширину і 34 метри у висоту. У фундамент будівлі закладена капсула з посланням до нащадків. Нова будівля в загальних рисах зберегла первинний композиційний початок.

## Готель
Готель «Донбас» не працював з 1996 по 1999 рік, деякі приміщення здавалася в оренду як офіси. 2000 року нові власники ухвалили рішення про її знесення. Знесення дозволили, але за умови споруди на цьому місці нової будівлі, яка б не відрізнялося від старої. Втім ця умова не порушувала планів підприємців. 2001 року будівлю підірвали. Після будівництва нової будівлі готель відкритий як елітний п'ятизірковий готель «Донбас Палас». Відкриття відбулося 5 квітня 2004 року за «м'яким» пуском — впродовж місяця відкривалися номери і сервіси.
Власники готелю — «System Capital Management»(94% акцій) і футбольний клуб « Шахтар»(6% акцій).
Готель складається з 129 номерів, чотирьох ресторанів, конференц-залів, також існують представницький поверх, на якому розташовано 20 президентських номерів, в частині купола знаходиться двоповерховий королівський номер.
Дизайн інтер'єрів виконав Джон Твіді. Реалізацією текстильного оформлення інтер'єру і номерного фонду займалася студія текстильного дизайну «Мішель» [Архівовано 4 березня 2016 у Wayback Machine.]. Всі номери в готелі не схожі один на іншого, вони різні за конфігурацією і мають багато відмінностей, але при цьому існує видимість єдиного стандарту. Оформлення інтер'єрів тривало дев'ять місяців. Для обслуговування клієнтів в готелі працює 400 службовців.
2005 року на конкурсі World Travel Awards «Донбас Палас» визнаний провідним готелем України. Входить у міжнародну асоціацію «Great Hotels of the World». 2008 року в готелі проводилися зйомки екранізації роману Дмитра Герасимова «Хрест у колі».
1 січня 2023 року під час бойових дій українськими військами було нанесено ракетний удар по росіянам, що знаходилися в готелі. Готель не зазнав сутєвих пошкоджень.